# Нифёдов, Андрей
Андре́й Нифёдов (настоящее имя — Андре́й Ю́рьевич На́рцев; род. 23 ноября 1984, Гатчина, Ленинградская область, СССР) —  российский видеоблогер, летсплейщик, писатель-романист, композитор, музыкант, автор песен, мультипликатор, стример и разработчик компьютерных игр.
Первую известность на видеохостинге YouTube Нифёдов получил после создания анимационного интернет-шоу «Нинель пофиг» и передачи «Школоблоггеры» (сокр. — «ШБ»). Лучший видеоблогер года по версии «Медиа премии Рунета» 2013 года.
Пиком популярности Нифёдова стали 2012—2014 годы, но с 2016 года популярность начала стремительно снижаться.
За поддержку вторжения России на Украину каналы Нифёдова на YouTube подвергаются блокировке.

## Биография
Родился 23 ноября 1984 года в городе Гатчина (Ленинградская область). Всё своё детство, юность и молодость провёл в родном городе. После окончания школы начал учиться в Санкт-Петербургском издательско-полиграфическом техникуме.
В 2005—2007 годах проходил военную службу. До начала своей карьеры работал программистом станков с ЧПУ на заводе «ЗАО Аквамарин».
В 2006 году зарегистрировался на портале «Myflstudio.ru», который был посвящён программе FL Studio. Ближе к 2007 году Андрей победил в написании гимна для портала. Потом администратор «Myflstudio.ru», Ревайзер, решил покинуть сайт и сделать Нифёдова администратором, на что тот согласился. На портале Нифёдов выступал под псевдонимом SMD pro.
Примерно в 2007 году Нифёдов решил создать свой портал для музыкантов, диджеев и композиторов, и назвал его «CJZONE.ru» (ныне — «CjClub.ru»). На этом сайте и получил свою первую популярность — выпускал свои видеоуроки по программе FL Studio и другие обучающие материалы, касательно создания музыки с помощью компьютера. Также выступал под псевдонимом SMD pro.
Четыре года Андрей проживал в Санкт-Петербурге, потом вместе с женой и детьми переехал обратно в Гатчину, где занялся постройкой собственного дома в Ленинградской области. Видеоролики о строительстве дома выходили на YouTube-канале с названием «Уютный семейный канал».
С 31 января 2024 года проживает в Анапе (Краснодарский край).

### Задержание полицией
9 июня 2021 года Андрей Нифёдов был задержан полицией, а затем допрошен в качестве свидетеля по уголовному делу видеоблогера Юрия Хованского. В квартире Нифёдова проходил обыск, но что именно искали следователи, не уточняется. Затем Нифёдов уточнил, что его задерживали по делу о «фейковом телефонном минировании», которое, по его словам, «состряпали какие-то люди».

### Инцидент с подрывом автомобиля 27 сентября 2022 года
Вечером 27 сентября 2022 года двое молодых людей подорвали автомобиль марки Renault Duster, принадлежащий Нифёдову. Всё произошло рядом с домом блогера в Гатчине. Примерно в 20:00 Нифёдов услышал два хлопка и сработавшую сигнализацию машины, затем обратился в полицию. Возле авто была обнаружена воронка диаметром 30 сантиметров и бумажный пакет с маркировкой 50-граммовой петарды. Злоумышленники были в масках и с рюкзаками. В итоге у автомобиля были повреждены капот и лобовое стекло. Нифёдов уверен, что подрыв совершён по заказу украинских спецслужб из-за поддержки российского вторжения.

## Деятельность на YouTube

### Существующие каналы

#### subwayminder
2 ноября 2007 года был создан первый канал Андрея Нифёдова на видеохостинге YouTube под названием «subwayminder». Первые видеоролики являлись обучающими материалами (видеоуроками) по программам FL Studio и Adobe Audition.
19 октября 2012 года канал «subwayminder» был закрыт. Перед закрытием на нём вышло соответствующее видео, в котором Андрей Нифёдов призывал подписаться на другой YouTube-канал «MicroPrikol».

#### «Нинель пофиг»
11 июля 2011 года был создан канал «NinelChan», основным форматом которого стали обзоры вирусных видео. На этом канале впервые появилось интернет-шоу «Нинель пофиг». Его ведущими являются рисованные персонажи в стиле аниме. Главного персонажа, ведущую блога, зовут Нинель Акимова. Шоу изначально являлось пародией на популярные проекты обозревателей видеороликов того времени — «+100500» и «This is Хорошо», однако позже переквалифицировалось в полноценное обозревательское интернет-шоу. Впоследствии второй и третий сезоны выходили на канале «OmskoeTV», а также на канале «Андрей Нифёдов». Позже был создан канал под названием «Нинель», который стал для шоу основным.
Спустя почти два года, 28 февраля 2021 года шоу «Нинель пофиг» было возобновлено на канале «Андрей Нифёдов», однако новые выпуски не увенчались особым успехом.

#### OmskoeTV (Омское ТВ)
19 февраля 2012 года был создан канал «OmskoeTV», название которого являлось отсылкой к популярному в то время мему с омской птицей (мем также известен в сети, как «Winged Doom»). Первым форматом канала стало шоу, в котором Андрей задавал различные вопросы прохожим на улице. Позже запустил интернет-шоу «Школоблоггеры» (сокр. — «ШБ»), сутью которого являлись обзоры на низкокачественные видеоролики детей и подростков.
15 ноября 2014 года основной канал «OmskoeTV» претерпел блокировку, но потом был разблокирован. После этого, название шоу «Школоблоггеры» было изменено на «Школа Бэ», все старые ролики на канале были удалены, а новые стали менее «жёсткими».
Последний официальный выпуск шоу «Школоблогеры» вышел 3 декабря 2018 года.
В феврале 2021 года канал «OmskoeTV» был выставлен на продажу, а затем в марте был продан окончательно.
С 7 по 26 мая 2021 года канал был заблокирован.

### «ВидеоPeople»
31 мая 2014 года на фестивале «ВидеоPeople» Андрей Нифёдов получил золотую кнопку YouTube за достижение планки в один миллион подписчиков на канале «OmskoeTV». А в 2015 году, на втором фестивале получил вторую золотую кнопку от YouTube за достижение планки в 1 миллион подписчиков на канале «MicroPrikol».

### «Видфест»
В том же 2015 году, Андрей Нифёдов был одним (вместе с Максимом Голополосовым, Катей Клэп и Соней Есьман) из четырёх номинантов на премию фестиваля «Видфест» в номинации «Лайк за лайфстайл», но приз ушёл украинскому видеоблогеру Ивангаю.

### Падение популярности
В 2014 году видеоблогер Дмитрий Ларин в своем шоу «Ларин Против» выпустил выпуск об Андрее Нифёдове, где высказывал свое мнение (в основном негативное) о его канале. Ответная реакция не заставила себя долго ждать — на один из его критических роликов ответил сам Нифёдов.
С 2016 года популярность Андрея Нифёдова начала стремительно снижаться.

### Каналы, удалённые 15 ноября 2023 года

#### MicroPrikol (Андрей Нифёдов)
18 июня 2012 года был создан канал «MicroPrikol» (ныне — «Андрей Нифёдов»). Первым форматом этого канала стало шоу в формате скетчей под названием «Типичный задрот». Позже на канале стали выходить видео в формате «летсплей».
Спустя почти 2 года, 23 ноября 2014 года на канале «Андрей Нифёдов» вышел новый выпуск шоу «Школоблоггеры», который по структуре напоминал передачу «Лох-Патруль», в которой Нифёдов обозревал различные веб-сайты созданные мошенниками («Лоховски́е-Сайты»).

#### NifedowPLAY
8 октября 2012 года был создан отдельный YouTube-канал для летсплеев «NifedowPLAY». 19 октября 2012 года на канале «MicroPrikol» вышло видео, в котором Нифёдов объяснил своё решение перенести игровой контент на новый канал тем, что появились некоторые «финансовые проблемы», а канал «MicroPrikol» переквалифицировал в канал для блогов и разговорных видео.
В 2021 году канал «NifedowPLAY» был продан. Позже все видео на этом канале были удалены. Также спустя время канал был заблокирован по нарушению принципов сообщества, в связи с мошенничеством нового владельца.
11 мая 2021 года канал «NifedowPlay» был создан заново самим Андреем, и на него выкладывался архив видеороликов со старого канала.

#### «Уютный семейный канал»
7 апреля 2016 года был создан канал под названием «Уютный семейный канал». Изначально на нём выходили видеоролики о постройке дома, позже — семейные влоги с его нынешней женой Ириной Белкой.

#### «lo-fi Истории»
29 июня 2018 года Андрей создал YouTube-канал с названием «lo-fi Истории». Нифёдов создал этот канал, чтобы выкладывать туда свои аудиокниги (по частям). 2 ноября 2020 года на канале вышло первое видео — это была первая часть аудиокниги Андрея Нифёдова «Вертикаль». На данный момент загружено всего 6 частей из 12, и никаких других видео на канале «lo-fi Истории» нет.

#### «Альтернативно одарённый»
20 октября 2022 года Нифёдов создал канал под названием «Альтернативно одарённый», где публиковал короткие развлекательные видео. 8 сентября 2023 года канал был переименован в «Андрей Нифёдов 2.0» и планировался в качестве основного.

## Санкции
В сентябре 2020 года внесён на украинский сайт «Миротворец» за посещение Крыма.
Внесён в Список коррупционеров и разжигателей войны.

### Блокировка каналов
3 января 2023 года канал Андрея Нифёдова был заблокирован на территории Украины.
15 ноября 2023 года YouTube полностью удалил каналы «Андрей Нифёдов», «Уютный семейный канал», «Андрей Нифёдов 2.0», «lo-fi истории», «Ламповый Нифёдыч /Стримы/» и «NifedowPlay — Официальный Архив» «за нарушение условий использования». 21 ноября Нифёдов объявил официальную причину блокировки: «За регулярное осуждение жестокости Израиля и поддержку палестинского народа», о чём он неоднократно высказывался на прямых трансляциях. Андрей утверждает, что стал жертвой «культуры отмены» со стороны YouTube, ему стало запрещено даже регулярно появляться в видео на других каналах. Каналы «Нинель» и «Омское ТВ» не были удалены.
После блокировки канала весь архив видео был опубликован Нифёдовым в группе ВКонтакте, а прямые трансляции стали проводиться на Rutube.
25 ноября 2023 года был создан канал «Чейс Кулер (и компания)». Во избежание блокировки сам Нифёдов больше не появлялся в кадре, а использовал анимированных персонажей, озвученных своим голосом. На канале выходили видео о сборках компьютеров. 29 января 2024 года канал также был заблокирован.
С 24 мая 2024 года Нифёдов начал переиспользовать свой старый канал «Инфа Сотка», созданный ещё в 2013 году. На него загружались новые видео под видом перезаливов с Rutube. Канал был заблокирован 20 января 2025 года.

## Компьютерные игры

### SmartyTale 2D
В 2018—2019 годах Нифёдов занимался разработкой собственной компьютерной игры «SmartyTale 2D». В феврале 2019 года игра вышла в Steam.

### Ninel Chan in Treasureland
В 2019 году Андрей начал разработку своей второй игры «Ninel Chan in Treasureland» (с англ. — «Нинель в Стране сокровищ»).

## Дискография

### Альбомы
| Название               | Дата выхода     | Дистрибьютор | Ист.   |
| ---------------------- | --------------- | ------------ | ------ |
| «Посыл»                | 14 марта 2021   | Tunecore     | [ 70 ] |
| «Мегаворлдский Размер» | 12 апреля 2021  | Tunecore     | [ 71 ] |
| «Одна Тонна Счастья»   | 11 мая 2021     | Tunecore     | [ 72 ] |
| «Дворы. Районы. 2003»  | 26 мая 2021     | Tunecore     | [ 73 ] |
| «Multuniversa»         | 2 сентября 2021 | Tunecore     | [ 74 ] |
| «Эйсидрейнский размер» | 1 января 2022   | CD Baby      | [ 75 ] |
| «Техно — и точка.»     | 29 июня 2022    | Tunecore     | [ 76 ] |

### Синглы
| Название                      | Дата выхода     | Ист.   |
| ----------------------------- | --------------- | ------ |
| «Вадик, я нырнул в водопадик» | 6 октября 2012  | [ 77 ] |
| «33 Mhz»                      | 16 февраля 2013 | [ 78 ] |
| «Скриншот настроения»         | 29 апреля 2013  | [ 79 ] |
| «Дашка-Извращенка»            | 11 июня 2014    | [ 80 ] |
| «Перепиши кассету»            | 16 августа 2014 | [ 81 ] |
| «Песня про Дошик Доширак»     | 5 октября 2016  | [ 82 ] |
| «Diss на Лохов»               | 11 мая 2019     | [ 83 ] |

## Видеография
| Год  | Клип                                                   | Режиссёр       | Альбом                |
| ---- | ------------------------------------------------------ | -------------- | --------------------- |
| 2002 | «Нифёдовы: Школоклип (2002 г)»                         | Неизвестно     | без альбома           |
| 2003 | «Школоклип Нифёдовых (2003) — Future never begins»     | Неизвестно     | без альбома           |
| 2016 | «Песня про Дошик Доширак»                              | Андрей Нифёдов | без альбома           |
| 2016 | «МС Хабенский — Мамка Ларина на вписке (Антоним-Пати)» | Неизвестно     | без альбома           |
| 2017 | «100 лет одиночества»                                  | Неизвестно     | без альбома           |
| 2017 | «Электронные энергетики»                               | Неизвестно     | без альбома           |
| 2019 | «Diss на Лохов»                                        | Андрей Нифёдов | без альбома           |
| 2021 | «Несерьезно»                                           | Неизвестно     | «Дворы. Районы. 2003» |

## Участие в музыкальных клипах других исполнителей
| Год  | Название              | Исполнитель                     | Ист.   |
| ---- | --------------------- | ------------------------------- | ------ |
| 2012 | «Валят Тазы»          | Ник Черников, «Успешная группа» | [ 84 ] |
| 2013 | «Так За Основу Взято» | Ник Черников                    | [ 85 ] |
| 2016 | «Гаджеты»             | Наталья Трейя                   | [ 86 ] |
| 2019 | «Батя в Здании 2»     | Юрий Хованский                  | [ 87 ] |

## Фильмография
| Год  | Название               | Режиссёр       | Роль  | Ист.   |
| ---- | ---------------------- | -------------- | ----- | ------ |
| 2017 | Озон 2: Кровавый спорт | Юрий Хованский | камео | [ 88 ] |

## Премии и номинации
| Год  | Премия              | Номинация                 | Результат | Ист.                        |
| ---- | ------------------- | ------------------------- | --------- | --------------------------- |
| 2013 | Медиа премия Рунета | «Лучший видеоблогер года» | Победа    | [ 11 ] [ 12 ] [ 13 ] [ 14 ] |
| 2015 | Видфест             | «Лайк за лайфстайл»       | Номинация | [ 29 ]                      |

### Комментарии
1. ↑  Список каналов и годов получения серебряных кнопок от YouTube: NinelChan (2012), OmskoeTV (2012), NifedowPLAY (2013), Андрей Нифёдов (2014), Нинель (2016).
2. ↑  Список каналов и годов получения золотых кнопок от YouTube: OmskoeTV (2013), Андрей Нифёдов (2015).